# Giải vô địch bóng đá châu Âu 2016 (vòng loại bảng D)
Dưới đây là kết quả các trận đấu trong khuôn khổ bảng D – vòng loại giải vô địch bóng đá châu Âu 2016. Bảng D bao gồm 6 đội: Đức, Cộng hòa Ireland, Ba Lan, Scotland, Gruzia và Gibraltar, thi đấu trong 2 năm 2014 và 2015, theo thể thức lượt đi–lượt về, vòng tròn tính điểm, lấy hai đội đầu bảng tham gia vòng chung kết.
Vòng loại này lần đầu tiên có sự xuất hiện của đội tuyển Gibraltar, mặc dù đội tuyển này không phải là thành viên chính thức của FIFA.

## Bảng xếp hạng
| VT | Đội              | ST | T | H | B  | BT | BB | HS  | Đ  | Giành quyền tham dự               |     | Đức | Ba Lan | Cộng hòa Ireland | Scotland | Gruzia | Gibraltar |
| -- | ---------------- | -- | - | - | -- | -- | -- | --- | -- | --------------------------------- | --- | --- | ------ | ---------------- | -------- | ------ | --------- |
| 1  | Đức              | 10 | 7 | 1 | 2  | 24 | 9  | +15 | 22 | Giành quyền vào vòng chung kết    |     | —   | 3–1    | 1–1              | 2–1      | 2–1    | 4–0       |
| 2  | Ba Lan           | 10 | 6 | 3 | 1  | 33 | 10 | +23 | 21 | Giành quyền vào vòng chung kết    |     | 2–0 | —      | 2–1              | 2–2      | 4–0    | 8–1       |
| 3  | Cộng hòa Ireland | 10 | 5 | 3 | 2  | 19 | 7  | +12 | 18 | Giành quyền vào trận tranh vé vớt |     | 1–0 | 1–1    | —                | 1–1      | 1–0    | 7–0       |
| 4  | Scotland         | 10 | 4 | 3 | 3  | 22 | 12 | +10 | 15 |                                   |     | 2–3 | 2–2    | 1–0              | —        | 1–0    | 6–1       |
| 5  | Gruzia           | 10 | 3 | 0 | 7  | 10 | 16 | −6  | 9  |                                   | 0–2 | 0–4 | 1–2    | 1–0              | —        | 4–0    |           |
| 6  | Gibraltar        | 10 | 0 | 0 | 10 | 2  | 56 | −54 | 0  |                                   | 0–7 | 0–7 | 0–4    | 0–6              | 0–3      | —      |           |

## Các trận đấu
Lịch thi đấu của bảng D đã được quyết định sau cuộc họp tại Nice, Pháp vào ngày 23 tháng 2 năm 2014. Giờ địa phương là CET/CEST, như được liệt kê bởi UEFA (giờ địa phương trong ngoặc đơn).
| Gruzia          | 1–2      | Cộng hòa Ireland |
| --------------- | -------- | ---------------- |
| Okriashvili 38' | Chi tiết | McGeady 24', 90' |

| Đức             | 2–1      | Scotland |
| --------------- | -------- | -------- |
| Müller 18', 70' | Chi tiết | Anya 66' |

| Gibraltar | 0–7      | Ba Lan                                                             |
| --------- | -------- | ------------------------------------------------------------------ |
|           | Chi tiết | Grosicki 11', 48' · Lewandowski 50', 53', 86', 90+2' · Szukała 58' |

| Cộng hòa Ireland                                                                   | 7–0      | Gibraltar |
| ---------------------------------------------------------------------------------- | -------- | --------- |
| Keane 6', 14', 18' (ph.đ.) · McClean 46', 53' · J. Perez 52' (l.n.) · Hoolahan 56' | Chi tiết |           |

| Scotland            | 1–0      | Gruzia |
| ------------------- | -------- | ------ |
| Khubutia 28' (l.n.) | Chi tiết |        |

| Ba Lan               | 2–0      | Đức |
| -------------------- | -------- | --- |
| Milik 51' · Mila 88' | Chi tiết |     |

| Đức       | 1–1      | Cộng hòa Ireland |
| --------- | -------- | ---------------- |
| Kroos 71' | Chi tiết | O'Shea 90+4'     |

| Gibraltar | 0–3      | Gruzia                                        |
| --------- | -------- | --------------------------------------------- |
|           | Chi tiết | Gelashvili 9' · Okriashvili 19' · Kankava 69' |

| Ba Lan                    | 2–2      | Scotland                   |
| ------------------------- | -------- | -------------------------- |
| Mączyński 11' · Milik 76' | Chi tiết | Maloney 18' · Naismith 57' |

| Gruzia | 0–4      | Ba Lan                                             |
| ------ | -------- | -------------------------------------------------- |
|        | Chi tiết | Glik 51' · Krychowiak 71' · Mila 73' · Milik 90+2' |

| Đức                                             | 4–0      | Gibraltar |
| ----------------------------------------------- | -------- | --------- |
| Müller 12', 29' · Götze 38' · Santos 67' (l.n.) | Chi tiết |           |

| Scotland    | 1–0      | Cộng hòa Ireland |
| ----------- | -------- | ---------------- |
| Maloney 75' | Chi tiết |                  |

| Gruzia | 0–2      | Đức                   |
| ------ | -------- | --------------------- |
|        | Chi tiết | Reus 39' · Müller 44' |

| Scotland                                                                    | 6–1      | Gibraltar       |
| --------------------------------------------------------------------------- | -------- | --------------- |
| Maloney 18' (ph.đ.), 34' (ph.đ.) · S. Fletcher 29', 77', 90' · Naismith 39' | Chi tiết | L. Casciaro 20' |

| Cộng hòa Ireland | 1–1      | Ba Lan     |
| ---------------- | -------- | ---------- |
| Long 90+1'       | Chi tiết | Peszko 26' |

| Ba Lan                                  | 4–0      | Gruzia |
| --------------------------------------- | -------- | ------ |
| Milik 62' · Lewandowski 89', 90', 90+3' | Chi tiết |        |

| Cộng hòa Ireland | 1–1      | Scotland          |
| ---------------- | -------- | ----------------- |
| Walters 38'      | Chi tiết | O'Shea 47' (l.n.) |

| Gibraltar | 0–7      | Đức                                                                    |
| --------- | -------- | ---------------------------------------------------------------------- |
|           | Chi tiết | Schürrle 28', 65', 71' · Kruse 47', 81' · Gündoğan 51' · Bellarabi 57' |

| Gruzia          | 1–0      | Scotland |
| --------------- | -------- | -------- |
| Kazaishvili 38' | Chi tiết |          |

| Đức                         | 3–1      | Ba Lan          |
| --------------------------- | -------- | --------------- |
| Müller 12' · Götze 19', 82' | Chi tiết | Lewandowski 37' |

| Gibraltar | 0–4      | Cộng hòa Ireland                                 |
| --------- | -------- | ------------------------------------------------ |
|           | Chi tiết | Christie 27' · Keane 49', 51' (ph.đ.) · Long 79' |

| Ba Lan                                                                                               | 8–1      | Gibraltar   |
| --- | -------- | ----------- |
| Grosicki 8', 15' · Lewandowski 18', 29' · Milik 56', 72' · Błaszczykowski 59' (ph.đ.) · Kapustka 73' | Chi tiết | Gosling 87' |

| Cộng hòa Ireland | 1–0      | Gruzia |
| ---------------- | -------- | ------ |
| Walters 69'      | Chi tiết |        |

| Scotland                          | 2–3      | Đức                            |
| --------------------------------- | -------- | ------------------------------ |
| Hummels 28' (l.n.) · McArthur 43' | Chi tiết | Müller 18', 34' · Gündoğan 54' |

| Gruzia                                                        | 4–0      | Gibraltar |
| ------------------------------------------------------------- | -------- | --------- |
| Vatsadze 30', 45' · Okriashvili 35' (ph.đ.) · Kazaishvili 87' | Chi tiết |           |

| Cộng hòa Ireland | 1–0      | Đức |
| ---------------- | -------- | --- |
| Long 70'         | Chi tiết |     |

| Scotland                      | 2–2      | Ba Lan                |
| ----------------------------- | -------- | --------------------- |
| Ritchie 45' · S. Fletcher 62' | Chi tiết | Lewandowski 3', 90+4' |

| Đức                            | 2–1      | Gruzia      |
| ------------------------------ | -------- | ----------- |
| Müller 50' (ph.đ.) · Kruse 79' | Chi tiết | Kankava 53' |

| Gibraltar | 0–6      | Scotland                                                                 |
| --------- | -------- | ------------------------------------------------------------------------ |
|           | Chi tiết | C. Martin 25' · Maloney 39' · S. Fletcher 52', 56', 85' · Naismith 90+1' |

| Ba Lan                           | 2–1      | Cộng hòa Ireland    |
| -------------------------------- | -------- | ------------------- |
| Krychowiak 13' · Lewandowski 42' | Chi tiết | Walters 16' (ph.đ.) |

## Danh sách cầu thủ ghi bàn
13 bàn
- Robert Lewandowski

9 bàn
- Thomas Müller

7 bàn
- Steven Fletcher

6 bàn
- Arkadiusz Milik

5 bàn
- Robbie Keane
- Shaun Maloney

4 bàn
- Kamil Grosicki

3 bàn
- Tornike Okriashvili
- Mario Götze
- Max Kruse
- André Schürrle
- Shane Long
- Jonathan Walters
- Steven Naismith

2 bàn
- Jaba Kankava
- Valeri Kazaishvili
- Mate Vatsadze
- İlkay Gündoğan
- Grzegorz Krychowiak
- Sebastian Mila
- James McClean
- Aiden McGeady

1 bàn
- Nikoloz Gelashvili
- Karim Bellarabi
- Toni Kroos
- Marco Reus
- Lee Casciaro
- Jake Gosling
- Jakub Błaszczykowski
- Kamil Glik
- Bartosz Kapustka
- Krzysztof Mączyński
- Sławomir Peszko
- Łukasz Szukała
- Cyrus Christie
- Wes Hoolahan
- John O'Shea
- Ikechi Anya
- Chris Martin
- James McArthur
- Matt Ritchie

phản lưới nhà

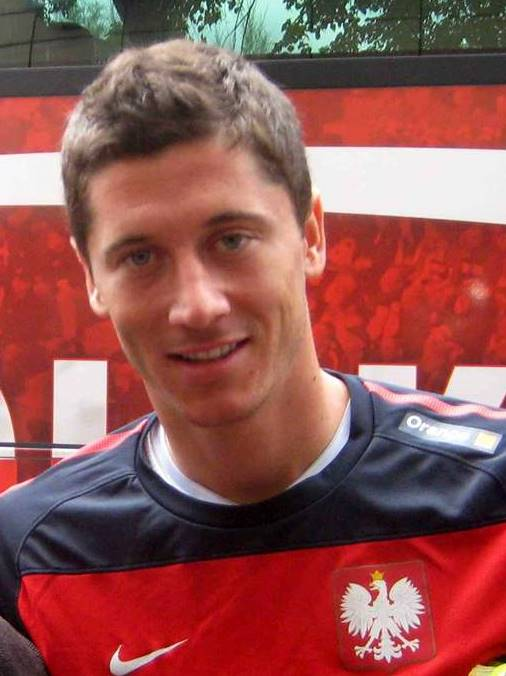
Tiền đạo Robert Lewandowski của Ba Lan dẫn đầu danh sách cũng như dẫn đầu vòng loại với 13 bàn thắng

- Akaki Khubutia (trận gặp Scotland)
- Mats Hummels (trận gặp Scotland)
- Jordan Perez (trận gặp Cộng hòa Ireland)
- Yogan Santos (trận gặp Đức)
- John O'Shea (trận gặp Scotland)

## Kỷ luật
Một cầu thủ được tự động bị treo giò trận tới những tội sau đây:
- Nhận thẻ đỏ (hệ thống treo thẻ đỏ có thể được mở rộng cho tội phạm nghiêm trọng)
- Nhận ba thẻ vàng trong ba trận đấu khác nhau, cũng như sau khi thứ năm và bất kỳ thẻ vàng sau (hệ thống treo thẻ vàng được chuyển sang vòng play-off, nhưng không phải là trận chung kết hoặc bất kỳ trận đấu quốc tế khác trong tương lai)

Các hệ thống treo sau đã (hoặc sẽ) phục vụ trong các trận đấu vòng loại:
| Đội              | Cầu thủ         | Vi phạm                                                                                              | Bị treo giò trận đấu            |
| ---------------- | --------------- | --- | ------------------------------- |
| Ba Lan           | Kamil Glik      | v Gibraltar (7 tháng 9 năm 2014) · v Đức (11 tháng 10 năm 2014) · v Ireland (29 tháng 3 năm 2015)    | v Gruzia (13 tháng 6 năm 2015)  |
| Cộng hòa Ireland | James McClean   | v Scotland (14 tháng 11 năm 2014) · v Scotland (13 tháng 6 năm 2015) · v Gruzia (7 tháng 9 năm 2015) | v Đức (8 tháng 10 năm 2015)     |
| Cộng hòa Ireland | Glenn Whelan    | v Đức (14 tháng 10 năm 2014) · v Scotland (13 tháng 6 năm 2015) · v Gruzia (7 tháng 9 năm 2015)      | v Đức (8 tháng 10 năm 2015)     |
| Scotland         | Charlie Mulgrew | v Đức (7 tháng 9 năm 2014)                                                                           | v Gruzia (11 tháng 10 năm 2014) |
| Scotland         | James Morrison  | v Đức (7 tháng 9 năm 2014) · v Gruzia (11 tháng 10 năm 2014) · v Đức (7 tháng 9 năm 2015)            | v Ba Lan (8 tháng 10 năm 2015)  |